# 拉尔斯·汉森
拉尔斯·汉森（英語：Lars Hansen，1954年9月14日—），丹麦裔加拿大男子职业篮球运动员，曾效力于美国NBA联盟。他在1977年的NBA选秀中第7轮第151顺位被洛杉矶湖人选中。